# Reemtsma Cigarettenfabriken
Die Reemtsma Cigarettenfabriken GmbH ist ein deutsches Tabakunternehmen. Das 1910 gegründete Unternehmen ist eine hundertprozentige Tochtergesellschaft des britischen Tabakkonzerns Imperial Brands.

## Geschichte bis 1945

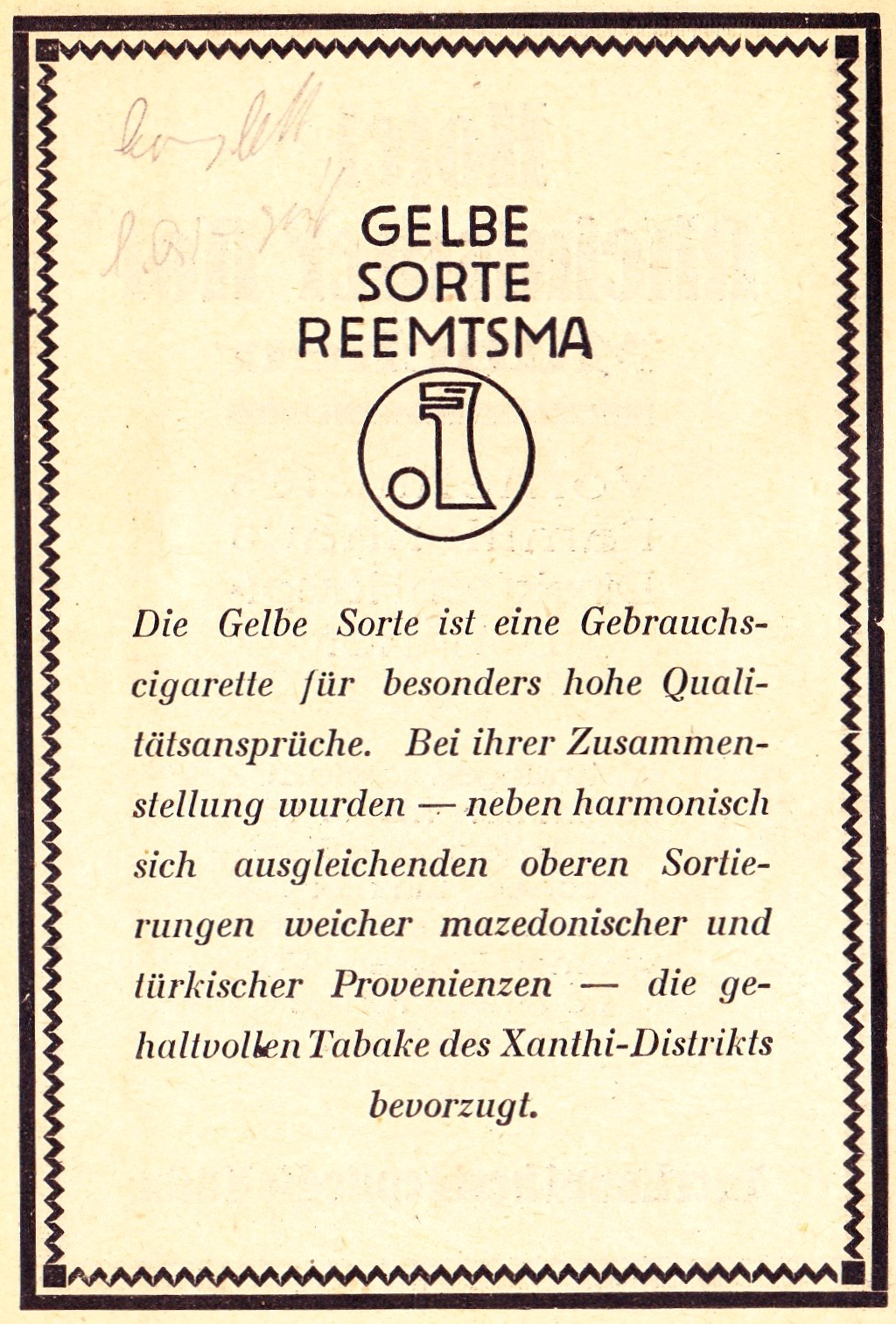
Anzeige für Gelbe Sorte Reemtsma von 1924

Im 19. Jahrhundert gründete Hermann Fürchtegott Zülch (1862–1907) in Osterholz-Scharmbeck eine Zigarrenfabrik. Seine Schwester Flora Fürchtegott Zülch heiratete den ostfriesischen Kaufmann Bernhard Reemtsma, der ebenfalls in das Tabakgeschäft einstieg. Dieser übernahm 1910 eine kleine Zigarettenfabrik in Erfurt.
Bernhard und Flora hatten drei Söhne: Hermann, Philipp und Alwin. 1918 entwickelte Hermann eine Maschine zur Zigarettenproduktion und löste damit die Handarbeit ab. Um 1920 übernahm der Tabakexperte und -unternehmer David Schnur gegen Gewinnbeteiligung den Tabakeinkauf und die Zusammenstellung der Tabakmischungen, 1921 beteiligte er sich am Unternehmen und erhielt einen Sitz im Aufsichtsrat. 1923 gelang es ihm, die gesamte Ernte des in Bulgarien angebauten Orienttabaks preisgünstig aufzukaufen. Der Tabak wurde 1924 Basis für die neue von Hans Domizlaff geschaffene Marke Ernte 23. 1923 verlegte Philipp Reemtsma als neuer Firmenchef die Zigarettenproduktion ins damals noch preußische Altona-Bahrenfeld auf das Gelände der Fußartillerie-Kaserne. 1926 nahm die Firma die (hausintern entwickelte) erste Mischtrommel in Betrieb, eine karussellartige Maschine, die verschiedene Tabaksorten unter Luftstrom homogen mischte, sodass statt der bis dahin tabakbedingt geschmacklich variierenden Orientzigarette eine stets gleich schmeckende Tabakmischung erzielt wurde, die die Entwicklung zur Zigarette als Markenprodukt mit Kundenbindung förderte. Zwischen 1924 und 1927 fusionierte Schnurs Firma Karmitri mit Reemtsma. 1935 wurde Schnur von den Nationalsozialisten ausgebürgert, emigrierte nach Frankreich und 1939 in die USA, wo er 1948 starb.
Der rasante Aufstieg des Unternehmens in der Weimarer Republik und in der NS-Zeit fußte auf modernen Produktions- und Marketingmethoden, vor allem aber auch auf aggressiver Expansionspolitik und engen Kontakten zu den Mächtigen in Politik und Wirtschaft. Innerhalb weniger Jahre erwarb Reemtsma die Zigarettenfabriken Manoli (Berlin), Büssum (Bussum/NL), Josetti (Berlin), Jasmatzi (Dresden), Batschari (Baden-Baden), Delta (Dresden), Garbáty (Berlin), Constantin (Hannover), Waldorf-Astoria (Stuttgart) und Yenidze (Dresden) und kooperierte außerdem ab 1929 mit dem größten Konkurrenten Haus Neuerburg, der schließlich 1935 ebenfalls vollständig übernommen wurde. 1930 löste die aggressive Verdrängungspolitik der für Reemtsma in Berlin selbständig agierenden Mitarbeiter den Reemtsma-Skandal aus, der ein gerichtliches Nachspiel hatte, allerdings ohne Folgen für Reemtsma. 1934 gelang es Reemtsma, die Cigarettenfabrik Dressler als Zigarettenlieferant der SA auszubooten. Mitte der 1930er-Jahre wurden rund zwei Drittel der deutschen Zigarettenproduktion kontrolliert und der Einfluss des Unternehmens ging weit über die Tabakindustrie hinaus. Nach der deutschen Besetzung der Krim Ende 1941 arbeiteten mehr als 28.000 Zwangsarbeiter für die deutsche Tabakindustrie, vorwiegend für Reemtsma.

## Geschichte nach 1945
Nach der Kapitulation Deutschlands wurde die Verwaltung des Unternehmens in den britisch und amerikanisch besetzten Zonen Treuhändern übertragen und in der französischen Zone durch die Besatzungsbehörde ausgeübt. Die Betriebe in der sowjetischen Zone gingen durch Enteignung verloren. Nach Aufhebung der Treuhänderschaft 1948 nahmen die beiden Brüder Hermann Fürchtegott und Philipp Fürchtegott ihre Tätigkeit in der H. F. & Ph. F. Reemtsma GmbH wieder auf.
Die Verwaltung wurde 1952 nach Entwürfen von Godber Nissen auf dem Gelände der privaten Villa Reemtsma neu errichtet.

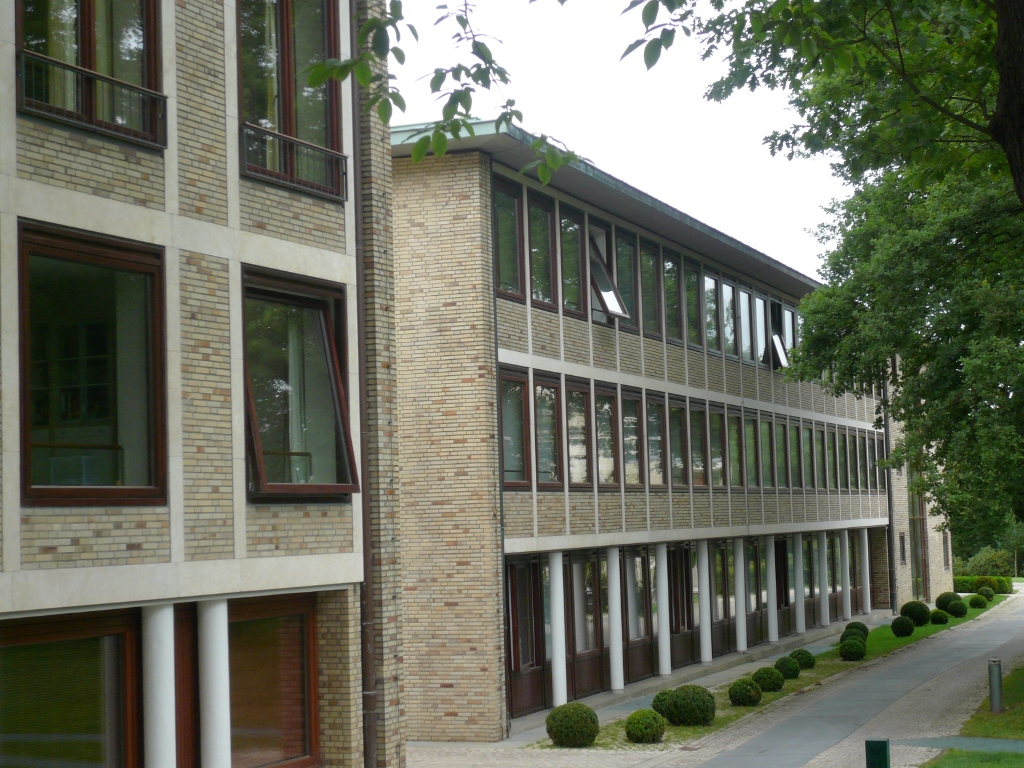
Ehemalige Verwaltungsbauten

1957 erlangte Reemtsma die Mehrheit an der Badischen Tabakmanufaktur (Roth-Händle, Reval).
Seit 1957 existiert das H. F. & Ph. F. Reemtsma Begabtenförderungswerk zur finanziellen Unterstützung von begabten Schülern.

Das Logo des Begabtenförderungswerks

Mit der Einführung der Marke Peter Stuyvesant im Jahre 1959 wurde auch ein neues Werk in Berlin-Wilmersdorf eröffnet.
1963 erwarb die Reemtsma-Gruppe 75 Prozent an der Sektkellerei Carstens KG.
1965 erwirtschaftete der Konzern rund 3,4 Milliarden DM und beschäftigte 7200 Mitarbeiter.
1971 wurden mit einem neuen Werk in Langenhagen bei Hannover die Produktionskapazitäten erneut erweitert.
Mit Malte Hesselmann, Neffe von Philipp Reemtsmas Witwe Gertrud, schied 1973 das letzte Mitglied der Familie Reemtsma aus dem Unternehmensvorstand aus. Nachdem Feiko Reemtsma, der unterhalb der Vorstandsebene unter anderem für das Auslandsgeschäft und das Zigarrengeschäft zuständig war, das Unternehmen 1975 verließ, hatte kein Mitglied der Familie Reemtsma mehr eine Führungsposition im Unternehmen inne.
Jan Philipp Reemtsma, der die Anteile seines 1959 verstorbenen Vaters an der GmbH geerbt hatte, verkaufte diese Anteile 1980 vollständig an die Tchibo Frisch-Röst-Kaffee AG in Hamburg (ab 1988 Tchibo Holding AG und ab 5. Juli 2007 Maxingvest AG), die damit Mehrheitsgesellschafter wurde.
Vor der deutschen Wiedervereinigung, im September 1990, übernahm Reemtsma den VEB Nortak Tabakfabriken Nordhausen. Weitere Expansionen folgten zunächst nach Osteuropa (u. a. Polen, Ungarn, Slowakei und Russland), später nach Asien (u. a. Kambodscha, Indonesien und Iran).
2002 erwarb die Imperial Tobacco (heute Imperial Brands) 90,01 Prozent der Unternehmensanteile von Reemtsma. Die Beteiligung ist inzwischen auf 100 Prozent ausgebaut.
2004 zog die Reemtsma-Hauptverwaltung von der Parkstraße im Villenviertel Hamburg-Othmarschen in das moderne Gewerbegebiet Hamburg-Bahrenfeld. Das Gelände der ehemaligen Hauptverwaltung gehört der Familie Herz (Tchibo) und wird seit 2008 zu Eigentumswohnungen mit einem Wellnessbereich umgebaut.
Von 2007 bis 2018 vergab Reemtsma an Journalisten den Liberty Award.
Im Zuge der Restrukturierungsmaßnahmen durch die Übernahme von Altadis ist das Werk Berlin 2012 geschlossen worden. Die Produktion des Berliner Werks wurde in das bestehende Werk in Tarnowo Podgórne verlagert. Bei der weltweiten Umstrukturierung des Konzerns wurden seinerzeit 6 der bisher 58 Werke geschlossen und ca. 2.500 von 40.000 Arbeitsplätzen abgebaut.
Reemtsma betreibt heute noch das Werk in Langenhagen, das in den letzten Jahren kontinuierlich ausgebaut wurde. Von dort wird für den deutschen Markt produziert, aber auch in mehr als 50 Länder der Welt exportiert.

## Fotoarchiv
Das Fotoarchiv mit ungefähr 70.000 Aufnahmen – von der Zigarettenfertigung, zur Geschichte der Firma und aus den Tabakländern – die einen Einblick in die Tradition des Tabakanbaus und die Verarbeitung zu einem industriell gefertigten Massenprodukt geben, wurde dem Museum der Arbeit übergeben. Das Archiv soll schrittweise der Öffentlichkeit zugänglich gemacht werden.

## Produkte
- Zigaretten
  - Atika
  - Cabinet
  - Davidoff
  - Gauloises
  - John Player Special (JPS)
  - Paramount
  - R1
  - West
  - Peter Stuyvesant
  - Gitanes
  - P & S
  - Lambert & Butler
  - Duett

- Traditionsmarken (Zigaretten)
  - R6 (1921)

Logo von Davidoff Cigarettes

Logo von JPS John Player Special

  - Ernte 23 (erstmals produziert aus der Ernte von 1923 und herausgebracht 1924)
  - Salem No. 6
  - Virginia No. 6
  - Erste Sorte

- Badische Tabakmanufaktur
  - Reval (1957)
  - Roth-Händle

- Eckstein-Halpaus
  - Eckstein
  - Güldenring

- Josetti
  - Juno

- Waldorf-Astoria-Zigarettenfabrik
  - Astor

- Dreh- und Stopftabake
  - John Player Special (JPS)
  - Paramount
  - West
  - Drum (weltweit meistverkaufter Drehtabak)
  - Van Nelle
  - Gauloises
  - Schwarze Hand
  - Golden Virginia
  - Buccaneer
  - Horizon

- Cigarillos
  - John Player Special (JPS)

- Andere Tabakwaren und Zubehör
  - skruf (Kautabak)
  - Rizla (Zigarettenpapier)
  - Cañuma by Rizla (Zigarettenpapier)
  - Muskote (Zigarettenpapier)
  - Filter, Filterhülsen, Maker
- E-Zigarette
  - myblu Device
  - myblu Liquids

Nicht für den deutschen Markt hergestellte Produkte siehe Imperial Tobacco.

## Brauerei-Beteiligungen
In den 1970er-Jahren hatte Reemtsma im Rahmen einer Diversifikationsstrategie in Richtung Genussmittel-Konzern Anteile an Brauereien erworben, die meisten jedoch bald wieder abgestoßen:
- Dortmunder Union-Brauerei[17]
- Tucher-Brauerei Nürnberg (1985 an Josef März verkauft)[18]
- Henninger Brauerei-Gruppe (1980), 1987 ebenfalls an März weiterverkauft[18]
- Hannen-Brauerei
- Bavaria-St. Pauli-Brauerei

## Marktanteil

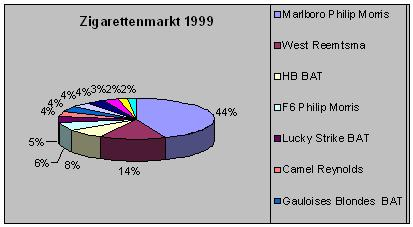
Marktanteile von Zigarettenmarken 1999 in Deutschland

NationalReemtsma ist zweitgrößter Anbieter im deutschen Tabakmarkt (Gesamtmarktanteil 24,1 P)
InternationalDie Imperial Brands PLC ist viertgrößter Anbieter im internationalen Tabakmarkt nach Philip Morris, British American Tobacco und Japan Tobacco (wobei chinesische Tabakproduzenten nicht in diese Ranglisten aufgenommen werden, da sie nicht für den Export produzieren. Asien steht aber für über 50 Prozent des verbrauchten Tabaks weltweit.)